# Makova slama
Makova slama, odnosno njen koncertrat, vrsta je psihoaktivne droge. Uvrštena je u Hrvatskoj na temelju Zakona o suzbijanju zlouporabe drogu na Popis droga, psihotropnih tvari i biljaka iz kojih se može dobiti droga te tvari koje se mogu uporabiti za izradu droga, pod Popis droga i biljaka iz kojih se može dobiti droga, pod Droge sukladno Popisu 1. Jedinstvene konvencije UN-a o drogama iz 1961. godine. Kemijsko to je tvar koji nastaje kada makova slama uđe u postupak koncentracije alkaloida.
Poljoprivrednici u RH legalno uzgajaju uljani mak ali uz strogu zakonsku regulativu. Tobolci sadrže alkaloid pa pravna ili fizička osoba koja uzgaja mak dužna obvezna je najkasnije u roku od 30 dana od datuma sjetve uzgoj maka prijaviti Ministarstvu poljoprivrede RH, odnosno poljoprivrednoj inspekciji. Prijavu uzgoja maka na Obrascu 2 iz „Pravilnika o uvjetima za uzgoj konoplje, načinu prijave uzgoja maka te uvjetima za posjedovanje opojnih droga u veterinarstvu“ (NN 18/12, 57/16) proizvođač treba dostaviti poljoprivrednoj inspekciji najkasnije do 1. svibnja tekuće godine. Prema Zakonu o suzbijanju zlouporabe opojnih droga (Narodne novine broj 107/01, 87/02, 163/03, 141/04, 40/07, 149/09, 84/11, 80/13), članku 14., uzgajivač maka koji nije namijenjen za izradu droge dužan je uzgoj maka najkasnije u roku od 30 dana od dana sjetve prijaviti poljoprivrednoj inspekciji te preostale dijelove biljke koji bi mogli služiti za izradu droge, a to je makova slama, uništiti odmah po ubiranju biljke. Uzgajivač maka dužan je obavijestiti policijsku postaju i poljoprivrednu inspekciju o svakoj okolnosti koja ukazuje na sumnju da je biljka ili dijelovi biljke upotrebljeni ili bi mogli biti upotrebljeni za nedopuštenu izradu opojnih droga.